# William Houston (homme politique)
Pour les articles homonymes, voir William Houston.
William Churchill Houston (vers 1746 - 12 août 1788) était un professeur, avocat et homme d'État américain. Il a fait partie de la Société américaine de philosophie.
Houston est né dans le comté de Sumter en Caroline du Sud. Il fréquente le Collège du New Jersey (plus tard Université de Princeton). Après l'obtention de son diplôme en 1768, il y demeure comme professeur de mathématiques et de science naturelle.
Lorsque les forces britanniques occupent Princeton en 1776 au début de la Révolution, Houston rejoint la milice du comté voisin de Somerset. Il reprend son poste d'enseignant après départ des britanniques en 1777. 
Il est élu pour représenter le comté de Somerset dans l'assemblée générale du New Jersey la même année. De 1779 à 1781, il est délégué du New Jersey au Congrès Continental. Par la suite, il siège également au Congrès de la Confédération en 1784 et 1785, participe en 1786 à la Convention d'Annapolis.
Sa santé défaillante, il ne reste qu'une semaine à la Convention de Philadelphie. Il meurt l'année suivante de tuberculose à Frankford en Pennsylvanie.

## Source
- (en) Cet article est partiellement ou en totalité issu de l’article de Wikipédia en anglais intitulé « William Houston » (voir la liste des auteurs).